# Amouguer
Amouguer (àrab اموكر) és una comuna rural de la província de Midelt de la regió de Drâa-Tafilalet. Segons el cens de 2014 tenia una població total de 4.840 persones.